# Haus Altmühlmünster 11

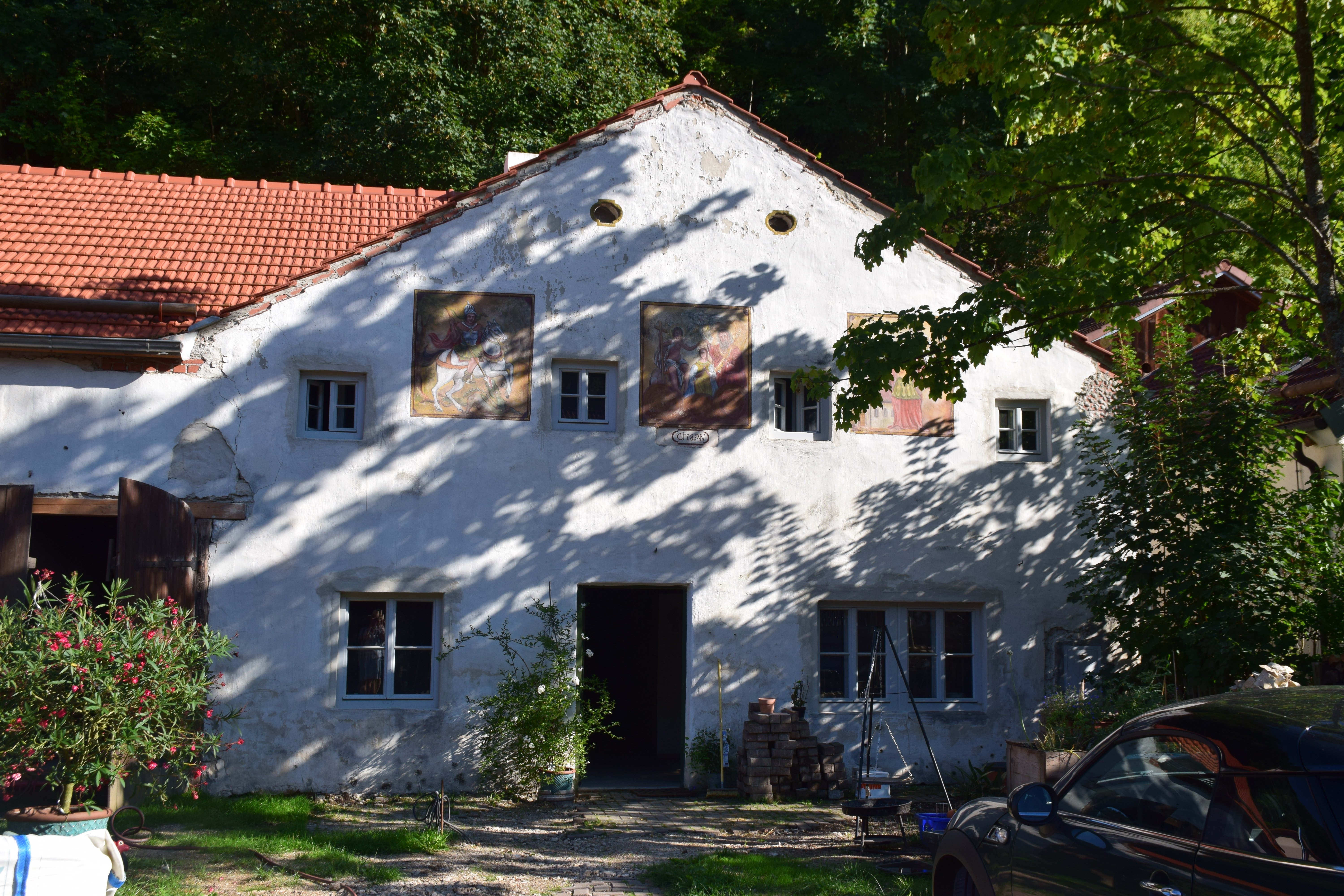
Haus Altmühlmünster 11

Das Haus Altmühlmünster 11 in Altmühlmünster, einem Stadtteil von Riedenburg im niederbayerischen Landkreis Kelheim, wurde 1785 errichtet. Das ehemalige Bauernhaus ist ein geschütztes Baudenkmal.
Das Jurahaus ist ein erdgeschossiger Satteldachbau. Das juratypische Kalkplattendach wurde bereits in den 1950er Jahren durch ein Falzziegeldach ersetzt.
Die drei Fresken an der Fassade zeigen links den heiligen Georg, in der Mitte die Krönung Mariä und rechts die heilige Barbara. Darunter ist die Inschrift „G:1785:W“ zu sehen. 

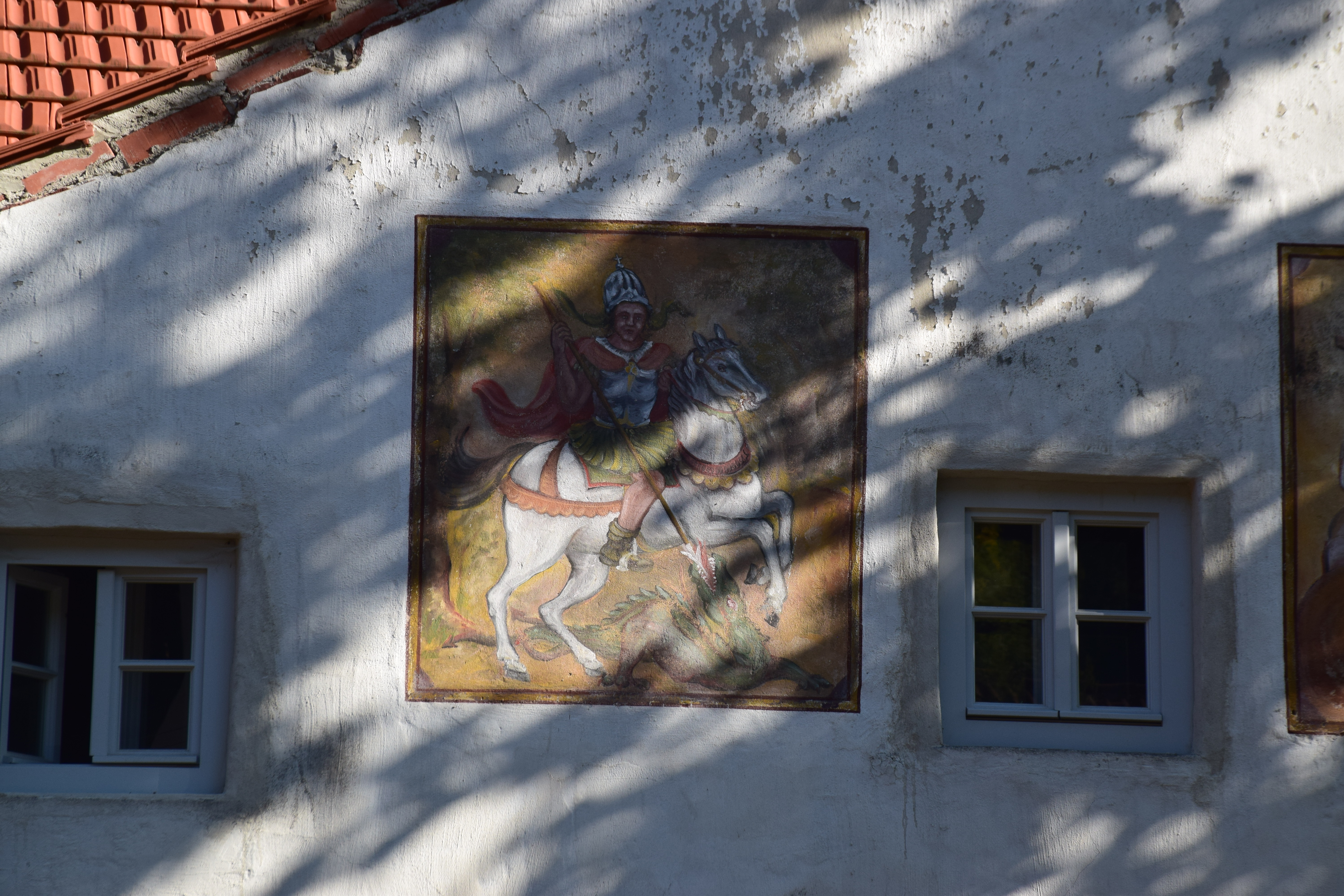
Fresko Heiliger Georg
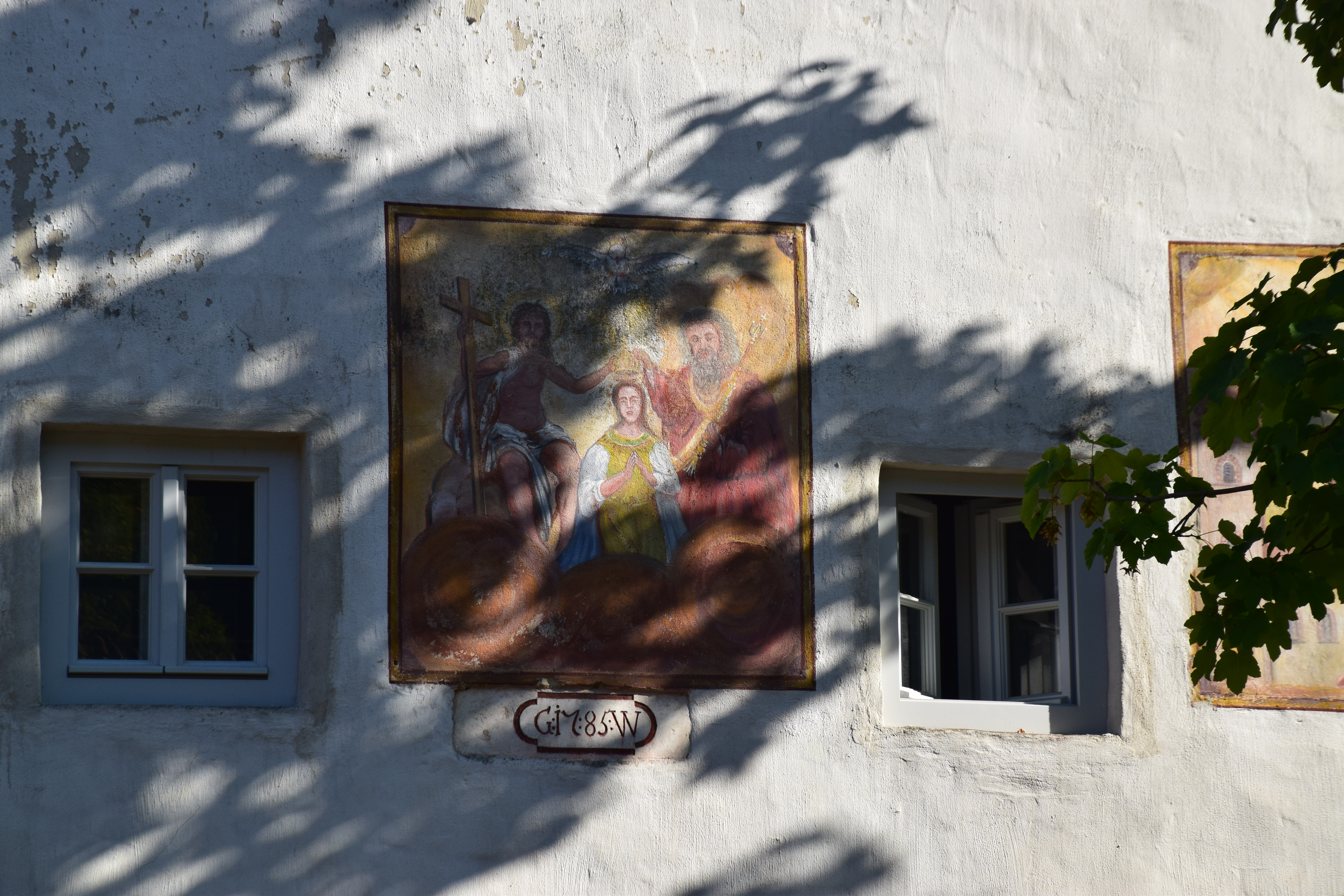
Fresko Krönung Mariä und Inschrift
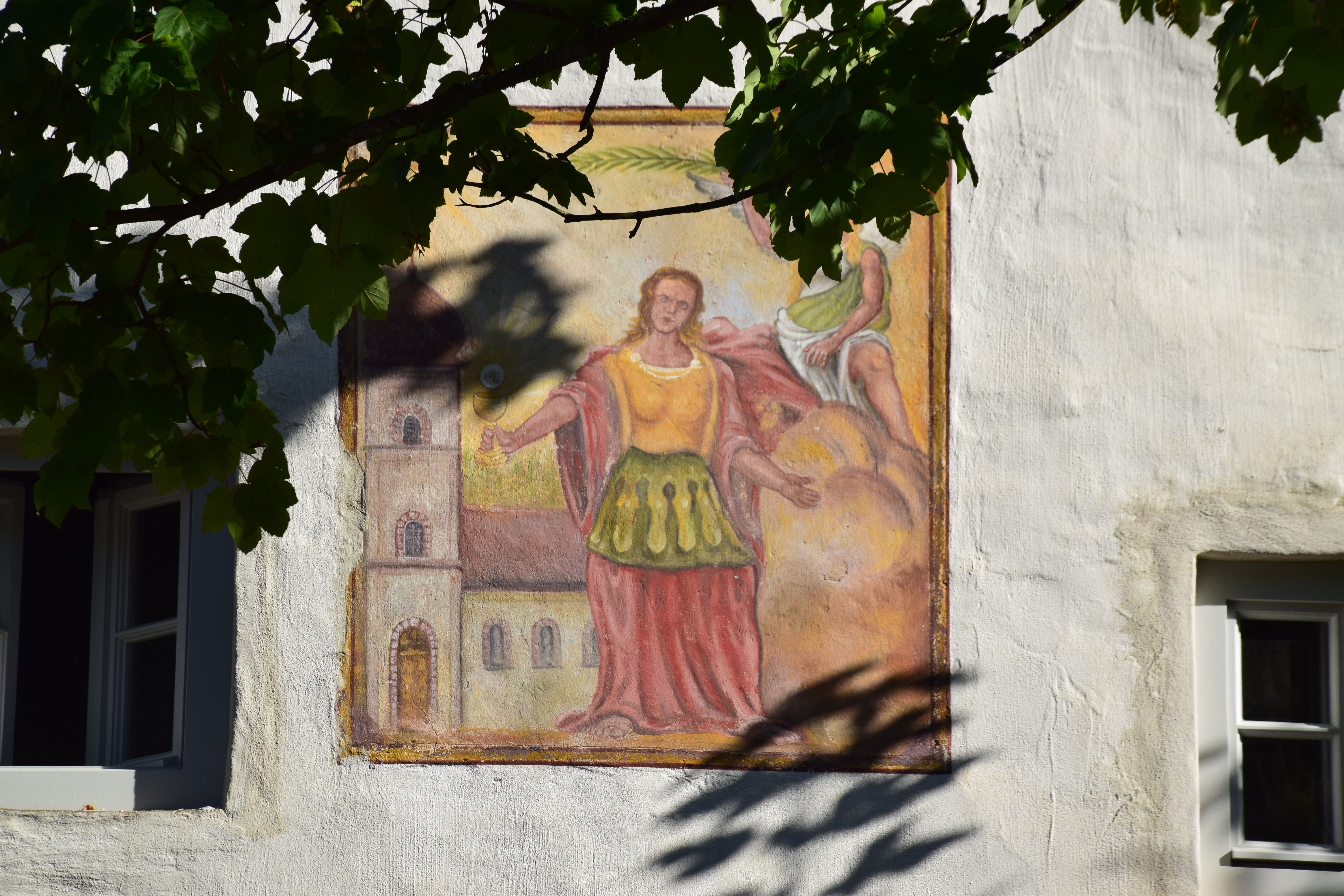
Fresko Heilige Barbara